# Bassignanai csata
A bassagnanai csatát az osztrák örökösödési háború itáliai hadszínterén vívták meg 1745. szeptember 27-én, melynek során a Maillebois márkija, Jean-Baptiste Desmarets, Fülöp parmai herceg és de Gages gróf és Jean Thierry Dumont vezette francia–spanyol hadsereg csapott össze a III. Károly Emánuel vezette osztrák-szárd hadsereggel. Az összecsapás francia–spanyol győzelmet hozott.

## Előzmények
1745 során a francia–spanyol szövetség újabb tagokkal erősödött: május 22-én Franciaország csatlakozott a frankfurti ligához, melynek tagjai Poroszország, Svédország, a Rajnai Palotagrófság, Hessen-Philippsthal voltak és belépett közéjük Bajorország is.
Az 1745-ös év számos nagy sikert hozott a Habsburg-ellenes szövetségnek: a franciák 1745. május 11-én vereséget mértek az angol-hannoveri-holland haderőre a fontenoy-i csata során, röviddel rá 1745. június 4-én Nagy Frigyes a hohenfriedbergi csatában győzte le az osztrákokat, majd 1745. december 15-én Dessaui Lipót a kesselsdorfi csata során mért döntő vereséget a szászokra. Utóbbi esemény Mária Teréziát arra kényszerítette, hogy a poroszokkal megkösse a drezdai békét (december 25.).
1745 elején az itáliai hadszíntéren a háború menete a számbeli fölényben lévő francia–spanyol szövetség számára kedvezően alakult. Az Észak-Itáliában a Fülöp parmai herceg, Maillebois márki és Jean-Baptiste Desmarets vezette északi hadseregük 39 000 fős gyalogsággal és 6500 fős lovassággal rendelkezett. A modenai herceg, de Gages gróf és Jean Thierry Dumont vezette déli hadseregük gyalogsága 35 000 főt, míg lovassága 3500 főt tett ki. E két hadsereg kezdetben külön tevékenykedett, majd egyesülve kellett volna végső csapást mérniük az itáliai Habsburg uralomra.
Ezen felül a Franciaország, Spanyolország és a Szicíliai Királyság (Szicília és Nápoly) közötti aranjuezi szerződéshez (1745. május 1.) hivatalosan nem csatlakozó Genova 10 000 fős segédhaderő és 36 ágyú rendelkezésre bocsátását helyezte kilátásba de Gages számára. Ezen jelentős seregekkel szemben III. Károly Emánuel szárd-piemonti hadserege meglehetősen szerénynek tűnt: serege a nyílt csatákhoz nem szokott valdens milíciákkal együtt is alig haladta meg a 20 000 főt. Károly Emánuel számíthatott még Lobkowitz herceg haderejére is, melyet a spanyol-nápolyi seregek Imola elhagyására kényszerítettek és Fossaltához vonult vissza.
A francia–spanyol haderők a Liguria területén való egyesülésre kaptak utasítást. A Fülöp herceg vezette csapatok Nizza irányából érkeztek, míg de Gages útja Montepellegrinón keresztül vezetett ide. Az utóbbi sereg 1745. június 1-én ért Sarzanához, majd Pontedecimónál ért a Polcevera völgyhöz. Előttük Lobkowitz elhagyta Emiliát, hogy csatlakozhasson Károly Emánuel Tanaro folyó mentén felsorakozó erőihez.

## A csata
A francia–spanyol sereg is a Tanaro mentén sorakozott fel. Tortonát ostrom alá vették, és a város szeptember 3-án kapitulált. Maillebois tanácsára erős különítményeket küldtek Pavia és Piacenza alá, így Lobkowitzot elválasztották a savoyaiaktól és Lombardiát fenyegették. Schulemberg tábornok, aki eközben támogatást nyújtott Lobkowitznak, úgy hitte az ellenség célja Milánó megszerzése, ezért elhagyta a Tanaro menti pozícióját és a város védelmére sietett. Schulemberg távozása után a franciák és a spanyolok szeptember 27-én támadást intéztek a szárd erők ellen. A véres csata végén a számbeli hátrányban lévő szárdok előbb Valenzáig, majd Casale Monferratóig vonultak vissza.

## Következmények
Ahelyett, hogy az ellenséget üldözőbe vette volna, a francia–spanyol sereg Alessandria városát vette ostrom alá, melyet Isnardi márki védett. Ő az első összecsapások után a fellegvárban barikádozta el csapatait.
Az ostrom folytatására egy különítményt hátrahagyva a francia–spanyol sereg Valenza felé vette az irányt. Balbiano, Valenza parancsnoka ily hatalmas erőknek nem tudván ellenállni az ágyúit tönkretette és Casaléba vonult vissza. Asti és Casale az ellenség kezére került. Ezt követően a franciák Piemontban maradtak, a spanyolok pedig megszállták Milánót, de a citadellát az osztrák helyőrség tartani tudta.
A tél közeledtével a hadműveletek felfüggesztették, ezért XV. Lajos szerette volna elérni Károly Emánuel kilépését az osztrák szövetségből. Cserébe odaígérte neki Lombardia Pótól északra eső teljes területét, valamint a Pó és a Scrivia közti területeket.
A szárd király hajlamos lett volna engedni, de a Mária Terézia és Nagy Frigyes közt december 25-én megkötött drezdai béke lehetővé tette egy osztrák hadsereg Itáliába küldését. A Browne tábornok vezetésével érkező csapatok csatlakoztak Liechtenstein tábornokhoz. Az így megerősödött Károly Emánuel megszakította a tárgyalásokat Franciaországgal, és már a hadjáratát tervezte.
A következő év során a számára győzedelmes piacenzai csata teljesen új helyzetet eredményezett, ami felülírta a bassagnanai csata hatásait.

## Fordítás
- Ez a szócikk részben vagy egészben  a   Battaglia di Bassignana (1745) című olasz Wikipédia-szócikk ezen változatának fordításán alapul.  Az eredeti cikk szerkesztőit annak laptörténete sorolja fel. Ez a jelzés csupán a megfogalmazás eredetét és a szerzői jogokat jelzi, nem szolgál a cikkben szereplő információk forrásmegjelöléseként.